# Regina City (circonscription saskatchewanaise)
Pour les articles homonymes, voir Regina (homonymie).
Circonscription électorale provinciale du Canada
Regina City est une ancienne circonscription électorale provinciale de la Saskatchewan au Canada. Elle est représentée à l'Assemblée législative de la Saskatchewan de 1905 à 1964.

## Représentation
La représentativité de la circonscription avait augmenté au fil des élections:
- 1 député de 1905 à 1921
- 2 députés de 1921 à 1952
- 3 députés de 1952 à 1960
- 4 députés de 1960 à 1964

## Liste des députés
1. James Franklin Bole (en), Libéral (1905-1916)
2. William Melville Martin, Libéral (1916-1922)
3. James Albert Cross (en), Libéral (1921-1925)
4. Donald Alexander McNiven (en), Libéral (1922-1929)
5. M. A. MacPherson (en), Conservateur (1925-1934)
6. James Grassick (en), Conservateur (1929-1934)
7. Percy McCuaig Anderson (en), Libéral (1934-1944)
8. William Franklin Kerr (en), Libéral (1934-1938)
9. Bamm David Hogarth (en), Libéral (1938)
10. Bernard J. McDaniel (en), Libéral (1938-1944)
11. Charles Cromwell Williams (en), CCF (1944-1964)
12. Clarence Melvin Fines (en), CCF (1944-1960)
13. Marjorie Alexandra Cooper (en), CCF (1952-1964)
14. Allan Emrys Blakeney, CCF (1960-1964)
15. Edward Charles Whelan (en), CCF (1960-1964)